# Liste der politischen Parteien in Niger
Die Liste der politischen Parteien im Niger ist in zwei Teillisten gegliedert: Unter Parlamentsparteien sind alle politischen Parteien angeführt, die zumindest bei einer Wahl in die nigrische Nationalversammlung, das Parlament der unabhängigen Republik Niger, oder in die nigrische Territorialversammlung, das Parlament des französischen Überseegebiets Niger, gewählt wurden oder die das Überseegebiet Niger in der französischen Nationalversammlung vertraten. Unter Weitere Parteien sind die übrigen in Niger registrierten politischen Parteien verzeichnet.
Die alphabetisch sortierten Listen bestehen aus drei Spalten: mit dem deutschen Parteinamen, mit dem Parteinamen in der Amtssprache Französisch und – falls vorhanden – dem Beinamen in einer der zehn anerkannten nationalen Sprachen (meistens Hausa) sowie mit dem Parteikürzel. Als Kürzel wird im Niger in der Regel eine Abkürzung des französischen Namens in Verbindung mit dem voll ausgeschriebenen Beinamen in der Nationalsprache verwendet.
Nicht mehr bestehende Parteien sind kursiv markiert. Bei den Parlamentsparteien sind die seit den Parlamentswahlen 2020 in der Nationalversammlung vertretenen 17 Parteien grün hinterlegt und fett hervorgehoben.

## Parlamentsparteien
| Deutscher Name                                                    | Französischer Name und Beiname in einer Nationalsprache                     | Kürzel                  |
| ----------------------------------------------------------------- | --------------------------------------------------------------------------- | ----------------------- |
| Allianz der Bewegungen für den Aufstieg Nigers                    | Alliance des Mouvements pour l’Émergence du Niger                           | AMEN-AMIN               |
| Allianz für Demokratie und Republik                               | Alliance pour la Démocratie et la République-Mahita                         | ADR-Mahita              |
| Allianz für die demokratische Erneuerung                          | Alliance pour le Renouveau Démocratique-Adaltchi Mutunchi                   | ARD-Adaltchi Mutunchi   |
| Bewegung für Entwicklung und Panafrikanismus                      | Mouvement pour le Développement et le Panafricanisme-Alkawali               | MDP-Alkawali            |
| Bündnis für Demokratie und Fortschritt                            | Rassemblement pour la Démocratie et le Progrès-Jama’a                       | RDP-Jama’a              |
| Bündnis für Frieden und Fortschritt                               | Rassemblement pour la Paix et le Progrès-Farilla                            | RPP-Farilla             |
| Bündnis nigrischer Patrioten                                      | Rassemblement des Patriotes Nigériens-Alkalami                              | RPN-Alkalami            |
| Demokratische Allianz für Niger                                   | Alliance Démocratique pour le Niger-Fusaha                                  | ADN-Fusaha              |
| Demokratische Alternative für Gerechtigkeit in Niger              | Alternance Démocratique pour l’Equité au Niger-Karkara                      | ADEN-Karkara            |
| Demokratische Bewegung für den Aufstieg Nigers                    | Mouvement Démocratique pour l’Emergence du Niger-Falala                     | MDEN-Falala             |
| Demokratische und republikanische Erneuerung                      | Renouveau Démocratique et Républicain-Tchanji                               | RDR-Tchanji             |
| Demokratische und soziale Versammlung                             | Convention Démocratique et Sociale-Rahama                                   | CDS-Rahama              |
| Frieden Recht Fortschritt                                         | Paix Justice Progrès-Génération Doubara                                     | PJP-Génération Doubara  |
| Kongress für die Republik                                         | Congrès Pour la République-Inganci                                          | CPR-Inganci             |
| Nationale Bewegung der Entwicklungsgesellschaft                   | Mouvement National de la Société de Développement-Nassara                   | MNSD-Nassara            |
| Nationale Union der Unabhängigen für die demokratische Erneuerung | Union Nationale des Indépendants pour le Renouveau Démocratique             | UNIRD                   |
| Nigrische Allianz für Demokratie und Fortschritt                  | Alliance Nigérienne pour la Démocratie et le Progrès-Zaman Lahiya           | ANDP-Zaman Lahiya       |
| Nigrische Bewegung für die demokratische Erneuerung               | Mouvement Nigérien pour le Renouveau Démocratique-Hankuri                   | MNRD-Hankuri            |
| Nigrische Demokratische Bewegung für eine Afrikanische Föderation | Mouvement Démocratique Nigérien pour une Fédération Africaine-Lumana Africa | MODEN-FA Lumana Africa  |
| Nigrische Fortschrittliche Union                                  | Union Progressiste Nigérienne                                               | UPN                     |
| Nigrische Fortschrittspartei                                      | Parti Progressiste Nigérien                                                 | PPN-RDA                 |
| Nigrische Partei für Demokratie und Sozialismus                   | Parti Nigérien pour la Democratie et le Socialisme-Tarayya                  | PNDS-Tarayya            |
| Nigrische Partei für Selbstverwaltung                             | Parti Nigérien pour l’Autogestion-Al’ouma                                   | PNA-Al’ouma             |
| Nigrische Patriotische Bewegung                                   | Mouvement Patriotique Nigérien-Kiishin Kassa                                | MPN-Kiishin Kassa       |
| Nigrischer Aktionsblock                                           | Bloc Nigérien d’Action                                                      | BNA                     |
| Nigrische Sozialdemokratische Partei                              | Parti Social Démocrate Nigérien-Alhéri                                      | PSDN-Alhéri             |
| Nigrisches Bündnis für Demokratie und Frieden                     | Rassemblement Nigérien pour la Démocratie et la Paix-Aneima Banizoumbou     | RNDP Aneima Banizoumbou |
| Partei der Massen für Arbeit                                      | Parti des Masses pour le Travail-Albarka                                    | PMT-Albarka             |
| Partei für die Würde des Volkes                                   | Parti pour la Dignité du Peuple-Daraja                                      | PDP-Daraja              |
| Partei für nationale Einigung und Demokratie                      | Parti pour l’Union National et la Démocratie-Salama                         | PUND-Salama             |
| Patriotische Bewegung für die Republik                            | Mouvement Patriotique pour la République-Jamhuriya                          | MPR-Jamhuriya           |
| Sawaba                                                            | Sawaba                                                                      | –                       |
| Sozialdemokratische Partei                                        | Parti Social-Démocrate-Bassira                                              | PSD-Bassira             |
| Sozialdemokratisches Bündnis                                      | Rassemblement Social Démocrate-Gaskiya                                      | RSD-Gaskiya             |
| Union der demokratischen und fortschrittlichen Patrioten          | Union des Patriotes Démocrates et Progressistes-Chamoua                     | UPDP-Chamoua            |
| Union der Volkskräfte für Demokratie und Fortschritt              | Union des Forces Populaires pour la Démocratie et le Progrès-Sawaba         | UDFP-Sawaba             |
| Union für Demokratie und Republik                                 | Union pour la Démocratie et la République-Tabbat                            | UDR-Tabbat              |
| Union für Demokratie und sozialen Fortschritt                     | Union pour la Démocratie et le Progrès Social-Amana                         | UDPS-Amana              |
| Union unabhängiger Nigrer                                         | Union des Nigériens Indépendants                                            | UNI                     |
| Union unabhängiger Nigrer und Sympathisanten                      | Union des Nigériens Indépendants et Sympathisants                           | UNIS                    |

## Weitere Parteien
| Deutscher Name | Französischer Name und Beiname in einer Nationalsprache                                                    | Kürzel             |
| --- | --- | ------------------ |
| Allianz für Demokratie und Fortschritt                                                                             | Alliance pour la Démocratie et le Progrès-Zumunci                                                          | ADP-Zumunci        |
| Bewegung der revolutionären Komitees                                                                               | Mouvement des Comités Révolutionnaires-Hickima                                                             | MCR-Hickima        |
| Bewegung der nigrischen Patrioten                                                                                  | Mouvement des Patriotes Nigériens-Matassa                                                                  | MPN-Matassa        |
| Bewegung für die Einheit und Sanierung der Nation                                                                  | Mouvement pour l’Unité et le Redressement de la Nation-Farahan                                             | MURNA-Farahan      |
| Bewegung für nigrische Demokratie und Entwicklung                                                                  | Mouvement pour la Démocratie Nigérienne et le Développement-Kokari                                         | MDND-Kokari        |
| Bündnis der Bürger für die Republik                                                                                | Rassemblement des Citoyens pour le République                                                              | RCPR-As-Salam      |
| Bündnis für einen grünen Sahel                                                                                     | Rassemblement pour un Sahel Vert-Ni’ima                                                                    | RSV-Ni’ima         |
| Bündnis nigrischer Demokraten für Veränderung                                                                      | Rassemblement des Démocrates Nigériens pour le Changement-Bil’Adam                                         | RDNC-Bil’Adam      |
| Bündnis unabhängiger Kandidaten für ein neues Niger                                                                | Rassemblement des Candidats Indépendants pour un Niger Nouveau-Hadin’Kay                                   | RACINN-Hadin’Kay   |
| Demokratische Bewegung für Entwicklung und Verteidigung der Freiheiten                                             | Mouvement Démocratique pour le Développement et la Défense des Libertés-Ma’aykata                          | MODDEL-Ma’aykata   |
| Demokratische Bewegung für Erneuerung                                                                              | Mouvement Démocratique pour le Renouveau-Tarna                                                             | MDR-Tarna          |
| Demokratische Partei des Volkes                                                                                    | Parti Démocratique du Peuple-Anour                                                                         | PDP-Anour          |
| Demokratische sozialistische Bewegung                                                                              | Mouvement Socialiste Démocratique-Kaoussara                                                                | MSD-Kaoussara      |
| Demokratische und revolutionäre Bewegung für die Macht des Volkes (vor 4. Juni 2005:) Volksbewegung für Demokratie | Mouvement Démocratique et Révolutionnaire pour le Pouvoir du Peuple Mouvement Populaire pour la Démocratie | MDRPP MPD          |
| Demokratische und sozialistische Union der Erneuerung                                                              | Union Démocratique et Socialiste du Renouveau-Martaba                                                      | UDSR-Martaba       |
| Demokratische Union der revolutionären Kräfte                                                                      | Union Démocratique de Forces Révolutionnaires-Sawaba                                                       | UDFR-Sawaba        |
| Fortschrittspartei für ein vereintes Niger                                                                         | Parti du Progrès pour un Niger Uni-Sawyi                                                                   | PPNU-Sawyi         |
| Nationalkongress für demokratische Erneuerung                                                                      | Congrès National pour le Renouveau Démocratique-Tchigaba                                                   | CNRD-Tchigaba      |
| Nigrische Arbeiterpartei                                                                                           | Parti Travailliste Nigérien                                                                                | PTN                |
| Nigrische Demokratische Kräfte                                                                                     | Forces Démocratiques Nigériennes                                                                           | FDN                |
| Nigrische Demokratische Union                                                                                      | Union Démocratique Nigérienne                                                                              | UDN                |
| Nigrische Partei für die Erstarkung der Demokratie                                                                 | Parti Nigérien pour le Renforcement de la Démocratie-Alfidjir                                              | PNRD-Alfidjir      |
| Nigrische Partei für Entwicklung                                                                                   | Parti Nigérien pour le Développement-Aweweya                                                               | PND-Aweweya        |
| Nigrische Versammlung für die Republik                                                                             | Convention Nigérienne pour la République-Himma                                                             | CONIR-Himma        |
| Partei für Demokratie und Sanierung                                                                                | Parti pour la Démocratie et le Redressement                                                                | PDR                |
| Partei für demokratische Erneuerung                                                                                | Parti pour le Renouveau Démocratique-Mahiba                                                                | PRD-Mahiba         |
| Partei für die Befreiung der Arbeit                                                                                | Parti pour la Libération du Travail-Albarka                                                                | PLT-Albarka        |
| Partei für Gerechtigkeit und Entwicklung                                                                           | Parti pour la Justice et le développement-Hakika                                                           | PJD-Hakika         |
| Partei für Verständigung und Frieden                                                                               | Parti pour la Concertation et de la Paix-Chawara                                                           | PCP-Chawara        |
| Patriotische Bewegung für Solidarität und Fortschritt                                                              | Mouvement Patriotique pour la Solidarité et le Progrès-Haské                                               | MPSP-Haské         |
| Republikanische Partei für die Freiheiten und den Fortschritt Nigers                                               | Parti Républicain pour les Libertés et le Progrès du Niger-Nakowa                                          | PRLPN-Nakowa       |
| Revolutionäre Organisation für die neue Demokratie                                                                 | Organisation Révolutionnaire pour la Démocratie Nouvelle-Tarmamoua                                         | ORDN-Tarmamoua     |
| Sozialistische Partei Imani                                                                                        | Parti Socialiste Imani                                                                                     | P.S. Imani         |
| Unabhängige TELE                                                                                                   | Indépendants TELE                                                                                          | Indépendants TELE  |
| Union der Massen für demokratische Aktion                                                                          | Union des Masses pour l’Action Démocratique-Aïki                                                           | UMAD-Aïki          |
| Union der nigrischen Sozialisten                                                                                   | Union Des Socialistes Nigériens-Talaka le Bâtisseur                                                        | UDSN-Talaka        |
| Union für Demokratie und Fortschritt                                                                               | Union pour la Démocratie et le Progrès-Aminci                                                              | UDP-Aminci         |
| Union für die Republik                                                                                             | Union Pour la République-Zebano                                                                            | UPR-Zebano         |
| Versammlung für Demokratie und Fortschritt                                                                         | Convention pour la Démocratie et le Progrès-Marhaba Bikhum                                                 | CDP-Marhaba Bikhum |
| Volksfront der nationalen Befreiung                                                                                | Front Populaire de Libération Nationale-Chamssyya                                                          | FPLN-Chamssyya     |